# Obytce
Obytce är en ort i Tjeckien.   Den ligger i regionen Plzeň, i den västra delen av landet, 110 km sydväst om huvudstaden Prag. Obytce ligger 486 meter över havet och antalet invånare är 166.
Terrängen runt Obytce är platt åt nordost, men åt sydväst är den kuperad. Runt Obytce är det ganska glesbefolkat, med 27 invånare per kvadratkilometer. Närmaste större samhälle är Klatovy, 6,1 km väster om Obytce. I omgivningarna runt Obytce växer i huvudsak blandskog.

## Galleri

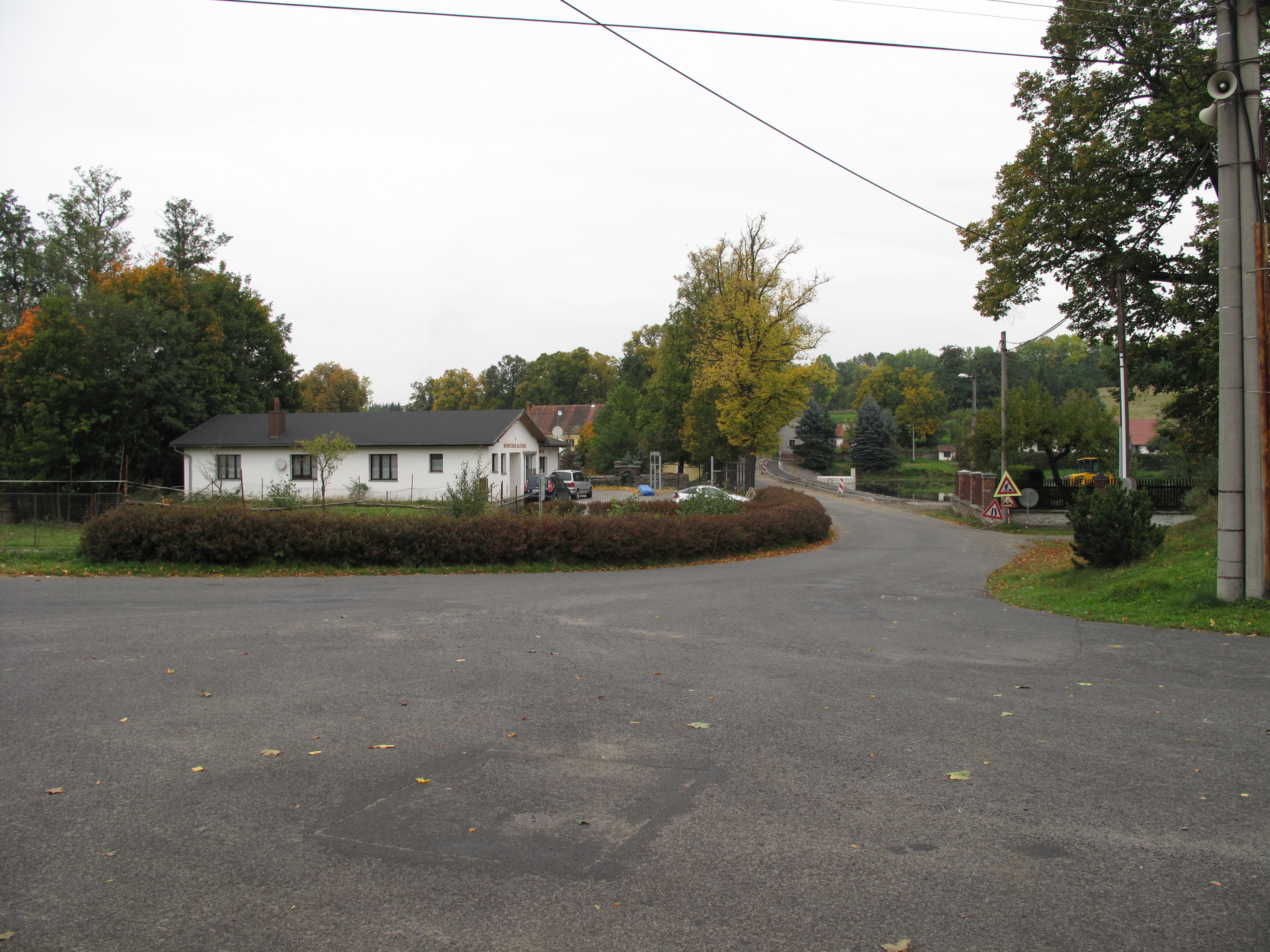
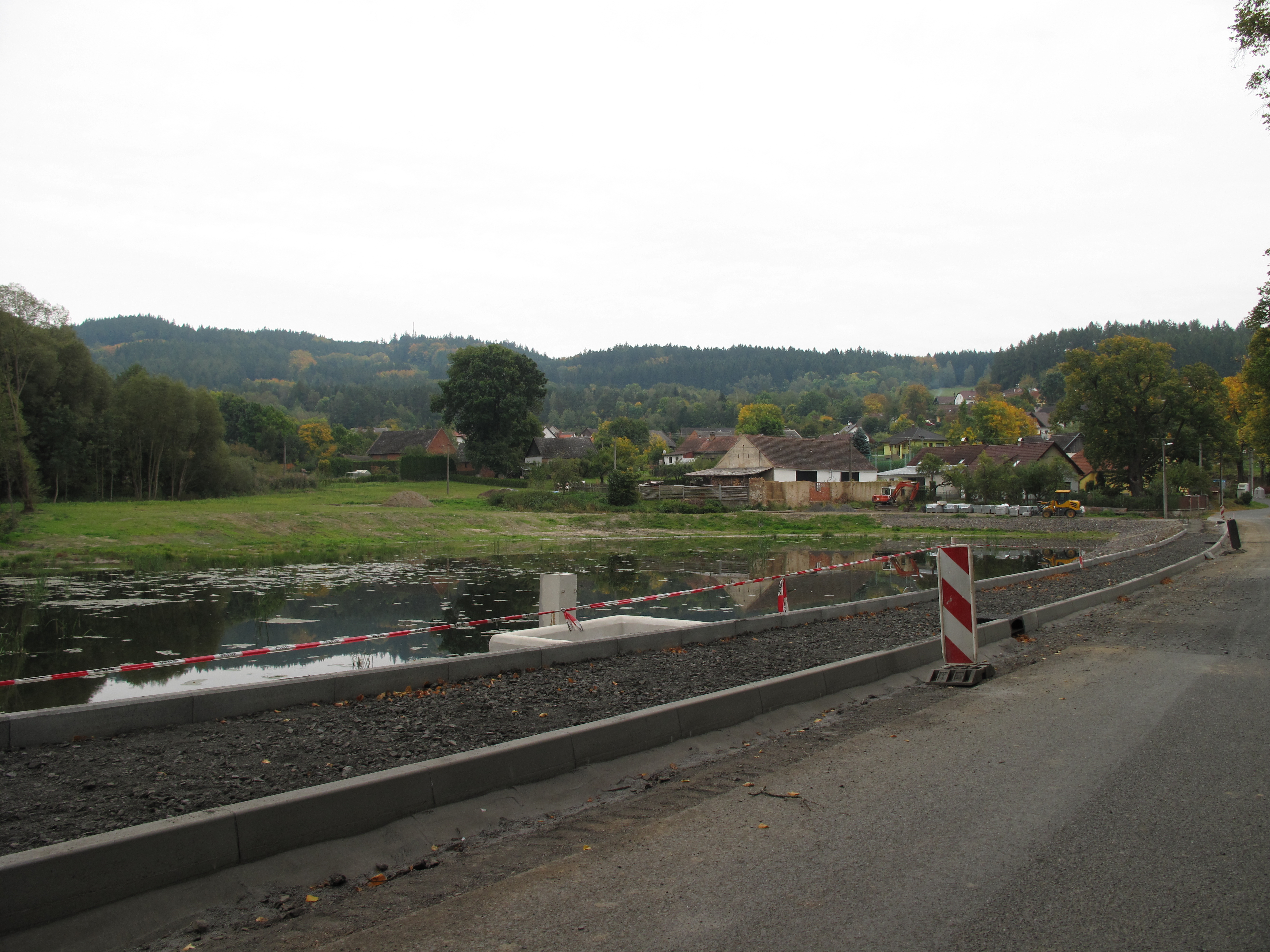
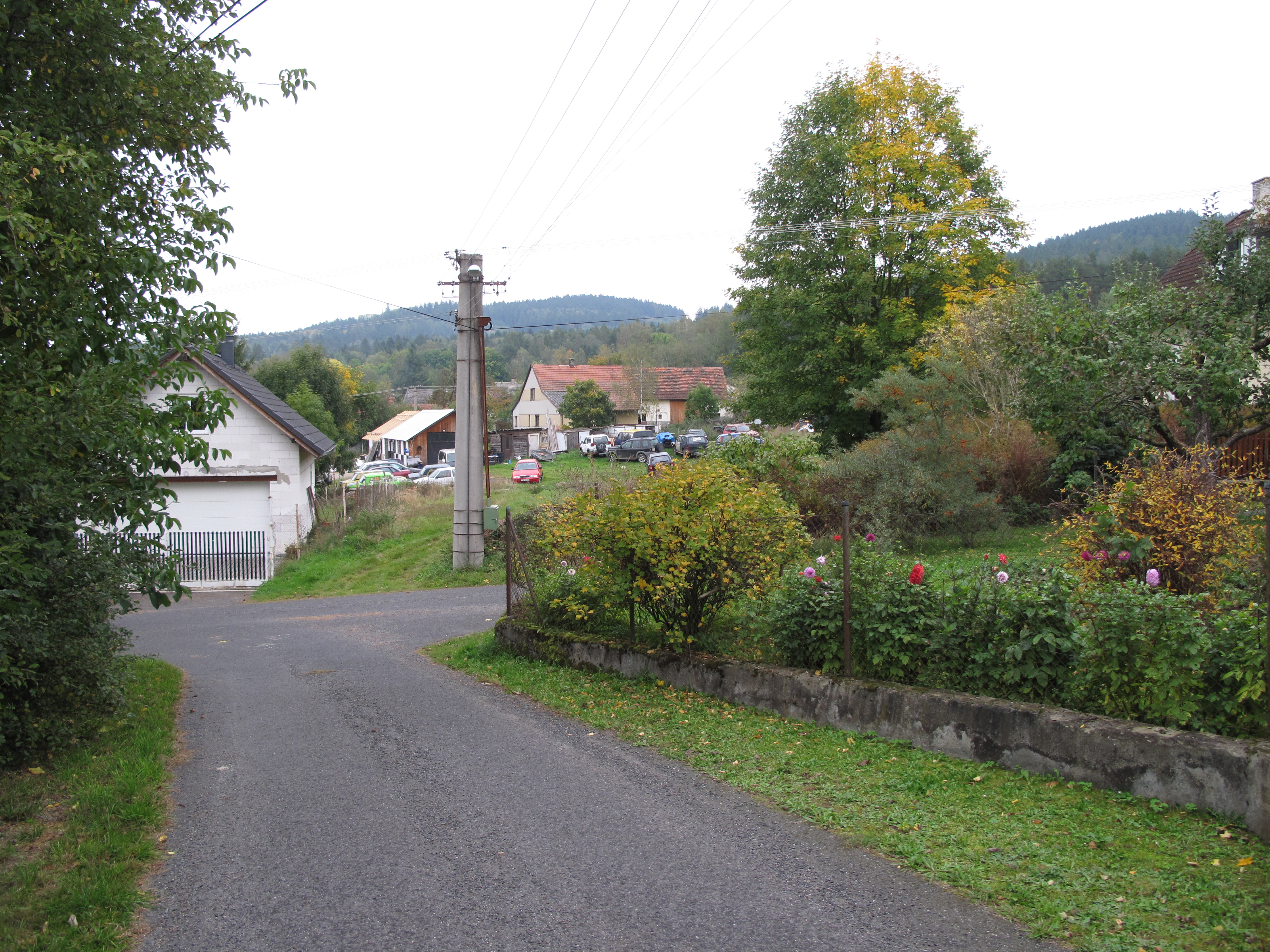